# I Care a Lot
I Care a Lot è un film del 2020 scritto e diretto da J Blakeson.

## Trama
Marla Grayson è una truffatrice che si guadagna da vivere convincendo un giudice a nominare la sua tutela sugli anziani che vivono da soli, con il pretesto che non possono prendersi cura di sé stessi. Ha una struttura organizzata che può contare sull'aiuto della fidanzata Fran e della dottoressa Karen Amos, che le segnala i casi e amplifica nei referti le loro patologie. Marla quindi colloca gli anziani in una struttura di residenza assistita e interrompe ogni contatto con il mondo esterno, vendendo le loro case e i loro beni per il proprio profitto.
Marla riceve, un giorno, un suggerimento dalla dottoressa Amos, sull'ennesima paziente da poter sfruttare. Si tratta della ricca anziana Jennifer Peterson, una pensionata single senza famiglia. Karen accompagna Marla in tribunale e testimonia falsamente che Jennifer non è in grado di prendersi cura di se stessa e il giudice nomina Marla come suo tutore. Marla quindi la trasferisce nella struttura di residenza assistita e inizia a vendere le sue proprietà. Casualmente scopre nella cassetta di sicurezza di Jennifer un sacchetto di diamanti di grande valore.
All'insaputa di Marla, Jennifer è la madre di un ex boss della mafia russa, Roman Lunyov, che ogni mese manda i suoi uomini a controllare le sue condizioni. Quando Roman scopre cosa è successo alla madre invia un avvocato da Marla, che si offre di pagarla per rinunciare alla tutela su Jennifer e farla tornare a casa. Marla rifiuta e l'avvocato minaccia di farle del male. Quando Marla interroga Jennifer sull'avvocato, Jennifer, sorridendo nonostante la sua situazione di reclusa nella casa di cura, dice a Marla che non si rende minimamente conto di quanto sia in pericolo.
Roman manda tre scagnozzi a infiltrarsi nella struttura e trovare Jennifer e i tre
quasi riescono a farla scappare dopo aver ucciso una guardia, ma vengono arrestati dalla polizia. Marla che ha contatti anche con l'agente di polizia che interroga uno degli scagnozzi catturati capisce di avere a che fare con la mafia russa e chi è davvero Jennifer. Vede anche un servizio giornalistico sulla morte della sua complice, la dottoressa Karen Amos. Spaventata, Fran cerca di convincere Marla a lasciar perdere l'intera faccenda ma questa alla fine rifiuta e riesce a far rinchiudere Jennifer in un reparto psichiatrico, dopo averla provocata ed indotta a farsi aggredire.
Marla viene successivamente drogata e rapita in un parcheggio, mentre altri scagnozzi irrompono nel suo appartamento e picchiano Fran. Quando Marla si risveglia, Roman chiede il rilascio di sua madre e la restituzione dei diamanti che ha rubato. Per nulla turbata dalle sue minacce e senza paura di morire, Marla rifiuta a meno che lui non le paghi 10 milioni di dollari; Roman ordina ai suoi uomini di ucciderla. Viene simulato un incidente d'auto, Marla viene drogata ma si sveglia in tempo e riesce a liberarsi prima di morire annegata nel lago dove era precipitata con la macchina. Tornata a casa trova Fran priva di sensi mentre il gas che fuoriesce dalla bombola della cucina riempie la loro casa; le due donne riescono ad uscire poco prima che l'appartamento salti in aria.
Fran insiste di nuovo affinché lascino la città, ma Marla la convince a rintracciare Roman, usando il numero di targa che ha memorizzato durante il loro incontro. Con astuzia segue e neutralizza con un taser l'autista di Roman e la sua guardia del corpo in un garage, poi droga e rapisce Roman. Lei e Fran portano Roman in un bosco e lo lasciano nudo su un sentiero, dove viene scoperto ore dopo da un jogger. Roman viene ricoverato in ospedale e il giudice, impossibilitato a stabilire la sua identità, lo classifica come sconosciuto senza dimora e nomina proprio Marla come suo tutore legale.
Marla fa visita a Roman in ospedale e gli spiega che ora lui è completamente in suo potere, ma che la richiesta di 10 milioni di dollari per rilasciare Jennier e mettere fine a tutto è ancora valida. Roman, impressionato dalle sue capacità, rilancia offrendole una partnership per costruire un business globale basato sul suo stratagemma di tutela. È un affare da miliardi di dollari da dividere in due. Lei accetta e Jennifer viene liberata. Con i soldi di Roman e le sue conoscenze Marla diventa un potente leader aziendale a capo di una società che truffa "legalmente" migliaia di assistiti su tutto il territorio nazionale.
Tuttavia, quando ricchissima sembra aver raggiunto l'apice, al termine di un'intervista televisiva dove parla di come la sua vita è dedicata al benessere degli anziani, viene avvicinata da un uomo in un parcheggio. È il signor Feldstrom. Tempo prima sua madre era stata fatta rinchiudere forzatamente in una casa di cura da Marla e la povera donna è morta in solitudine, essendo stato anche impedito al figlio di farle visita. Il signor Feldstrom, disperato per aver perso a causa di Marla non solo tutti i suoi beni ma anche la possibilità di essere vicino alla madre nel momento della morte, le spara. Marla muore così tra le braccia di Fran.

## Produzione
Le riprese del film sono iniziate nel luglio 2019 in Massachusetts, tra Wellesley, e Dedham.

## Promozione
Il primo trailer del film è stato diffuso il 15 gennaio 2021.

## Distribuzione
Il film è stato presentato al Toronto International Film Festival il 12 settembre 2020 e distribuito a partire dal 19 febbraio 2021, su Netflix negli Stati Uniti, Germania, Sud America, Sudafrica, Medio Oriente e India, e su Prime Video in Australia, Canada, Irlanda, Italia e Nuova Zelanda.

## Accoglienza

### Critica
Sull'aggregatore Rotten Tomatoes il film riceve l'81% delle recensioni professionali positive su 122 critiche, mentre su Metacritic ottiene un punteggio di 66 su 100 basato su 34 critiche.

## Riconoscimenti
- 2021 - Golden Globe[9][10]
  - Migliore attrice in un film commedia o musicale a Rosamund Pike